# Porcionista
El porcionista era un estudiante que pagaba por su estancia y manutención en los colegios y pensiones universitarias.
En un principio, eran alumnos externos que frecuentaban los colegios de huérfanos que fundaron las órdenes religiosas para que en el futuro fueran nuevos miembros de la congregación.
Pero desde el siglo XVI empezó a existir interés en las familias nobles para enviar hijos destinados a la vida religiosa a estos colegios de forma que pudiesen frecuentar la universidad cursando generalmente Teología (Cánones); para obtener alguna plaza en estos colegios las familias hacían generalmente abultadas donaciones a la Orden y así el alumno podía asistir a la universidad con una beca de porcionista.
- Datos: Q10351678